# Haratjärnen (Nordmalings socken, Ångermanland)
Haratjärnen är en sjö i Nordmalings kommun i Ångermanland och ingår i Lögdeälvens huvudavrinningsområde.